# Lepadiformes
Ordre
Les Lepadiformes sont un ordre de crustacés cirripèdes. Ce sont des microphages filtreurs qui vivent fixés à un support par l'intermédiaire d'un pied appelé pédoncule. Le reste du corps de l'animal est appelé capitulum et est formé d'une carapace calcaire composée de plusieurs plaques. Les carapaces des autres crustacés sont principalement formées à partir de chitine, ce qui explique que les anatifes aient longtemps été classés parmi les mollusques, mais le calcaire de leurs coquilles n'est qu'une convergence évolutive avec ces derniers. Les scientifiques distinguent, pour décrire leur coquille, trois zones. La partie inférieure appelée scutum contient moins de plaques. La partie latérale est appelée carène, la partie supérieure appelée tergum. Le nombre de ces plaques permet de reconnaitre les espèces, ainsi les espèces du genre Lepas disposent de deux terga, deux scuta et une carène. Ces animaux possèdent un thorax, une région céphalique, six paires de pattes et de nombreux cils filtrants dans le capitulum. Les cils servent à capter le plancton dont ils se nourrissent. Ils sont en général hermaphrodites.

## Systématique
L'ordre des Pedunculata décrit par Lamarck est désormais obsolète, et a été divisé en quatre ordres, dont celui des Lepadiformes. Les Pollicipedidae (pouce-pieds) en sont exclus et sont rangés parmi les Scalpelliformes. 

### Les espèces fossiles
Comme les mollusques, les fossiles d'anatifes sont formés à partir de leur coquille. Les sédiments de l'albien sont particulièrement riches en ces espèces, cinq espèces ont été identifiées et nommées Cretiscalpellum ungis, Cretiscalpellum striatum, Acroscalpellum arcuatum, Arcoscalpellum comptum et Pycnolepas rigida.

### Liste familles
Selon World Register of Marine Species (23 février 2016) :
- famille Anelasmatidae Gruvel, 1905
- famille Heteralepadidae Nilsson-Cantell, 1921
- famille Koleolepadidae Hiro, 1933
- famille Lepadidae Darwin, 1852
- famille Malacolepadidae Hiro, 1937
- famille Microlepadidae Hoek, 1907
- famille Oxynaspididae
- famille Poecilasmatidae Annandale, 1909
- famille Priscansermarinidae Newman, 2004 †
- famille Rhizolepadidae Zevina, 1980

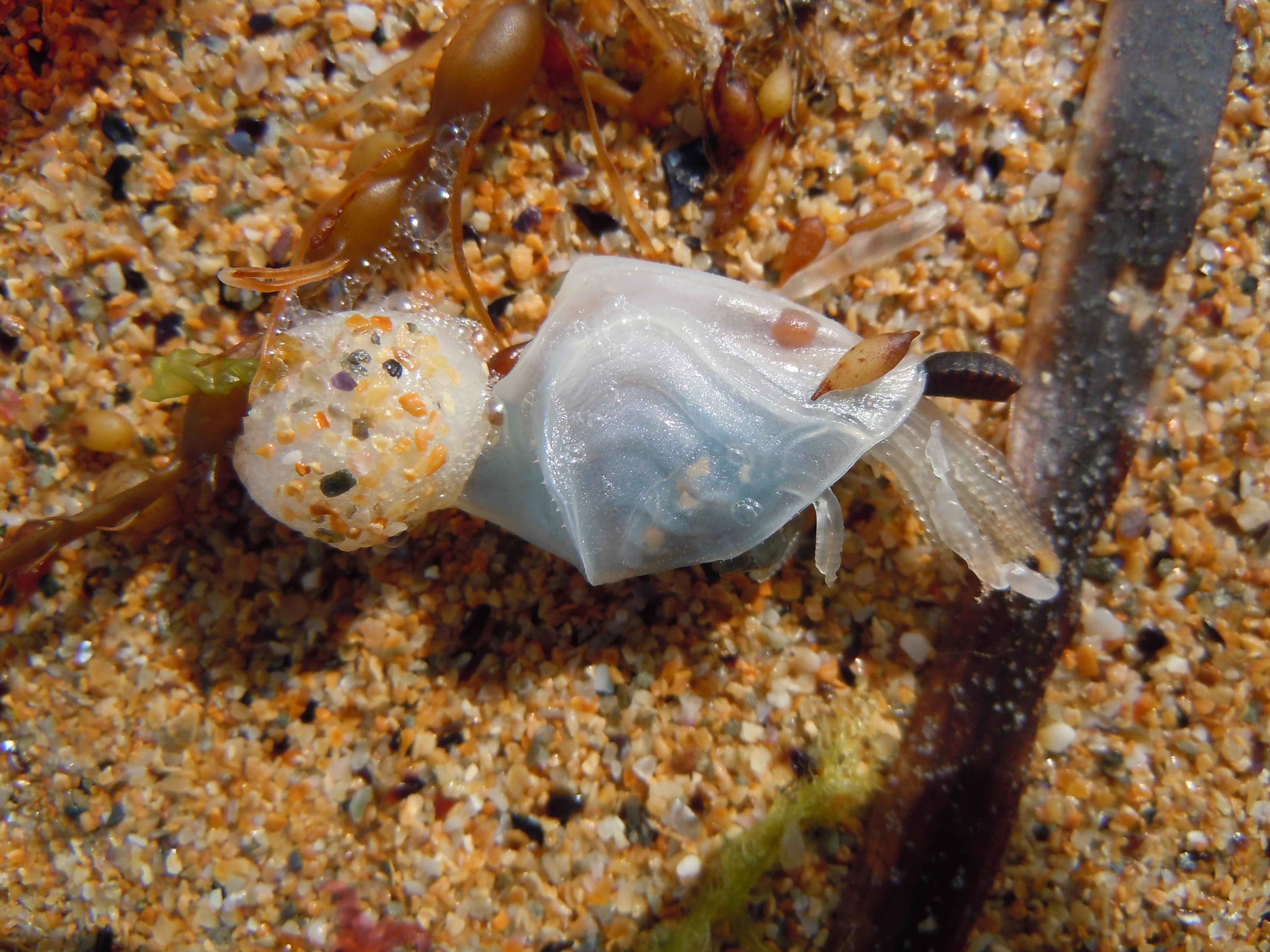
Dosima fascicularis (Lepadidae).
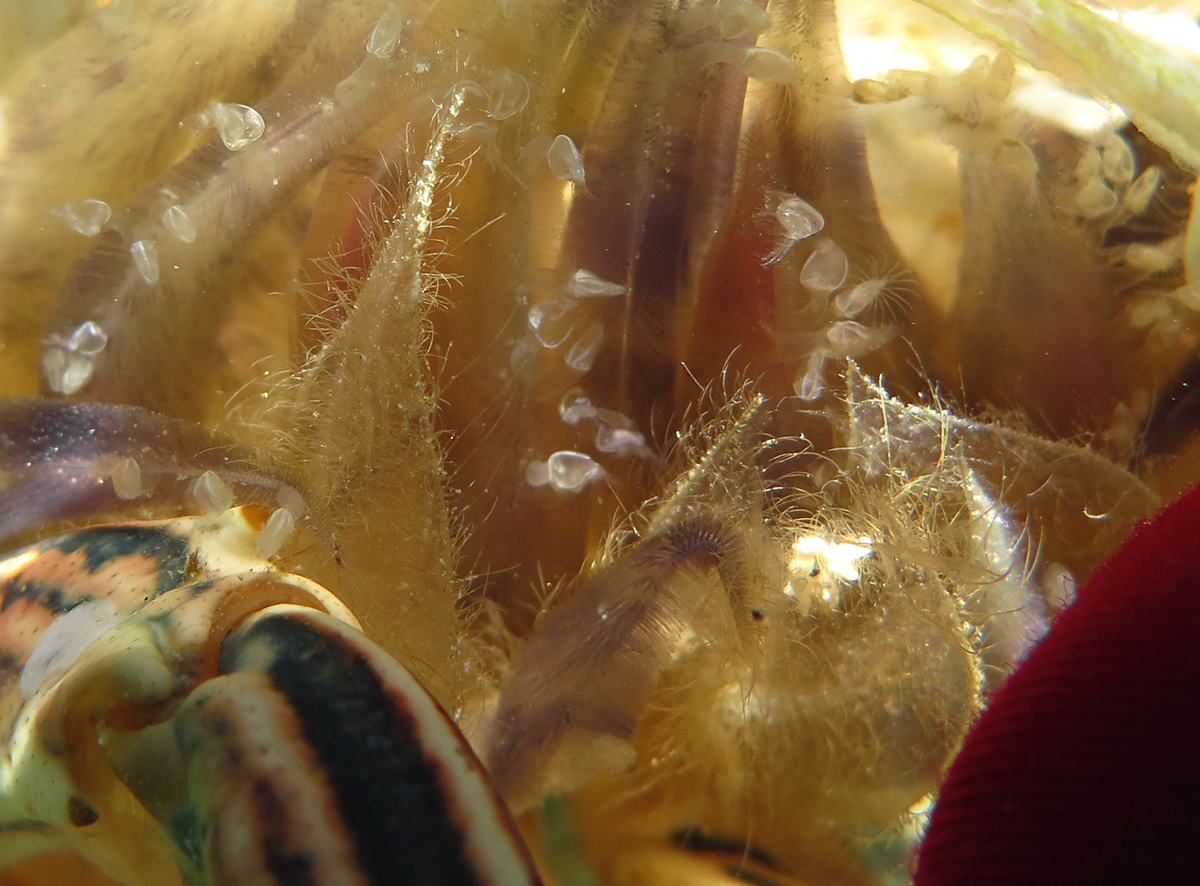
Cirripèdes de la famille des Poecilasmatidae sur les branchies d'une exuvie de crabe.